# 74.
◄ | 1. stoljeće pr. Kr. | 1. stoljeće | 2. stoljeće | ►
◄ | 40-ih | 50-ih | 60-ih | 70-ih | 80-ih | 90-ih | 100-ih | ►
◄◄ | ◄ | 71. | 72. | 73. | 74. | 75. | 76. | 77. | ► | ►►
Astronomija • Književnost • Kršćanstvo

## Događaji
- Car Vespazijan naređuje svojem Legatu Cneius Pinarius Cornelius Clemens da izgrade cestu od Strassburga do Raetia.

## Smrti
- Sveti Luka – apostol i evanđelist

## Vanjske poveznice
|  | Zajednički poslužitelj ima još gradiva o temi 74. |